# Čachrov

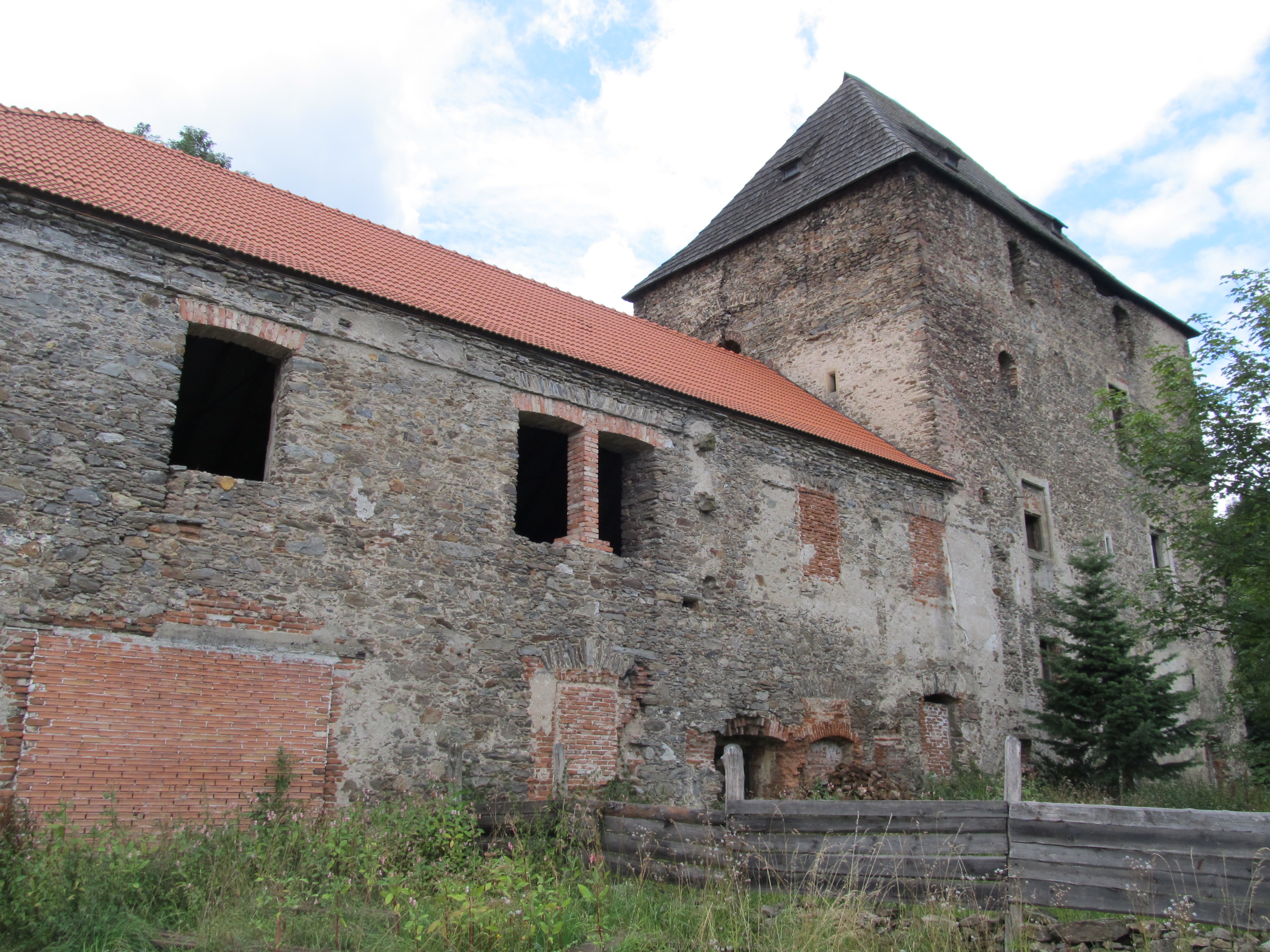
Feste Čachrov

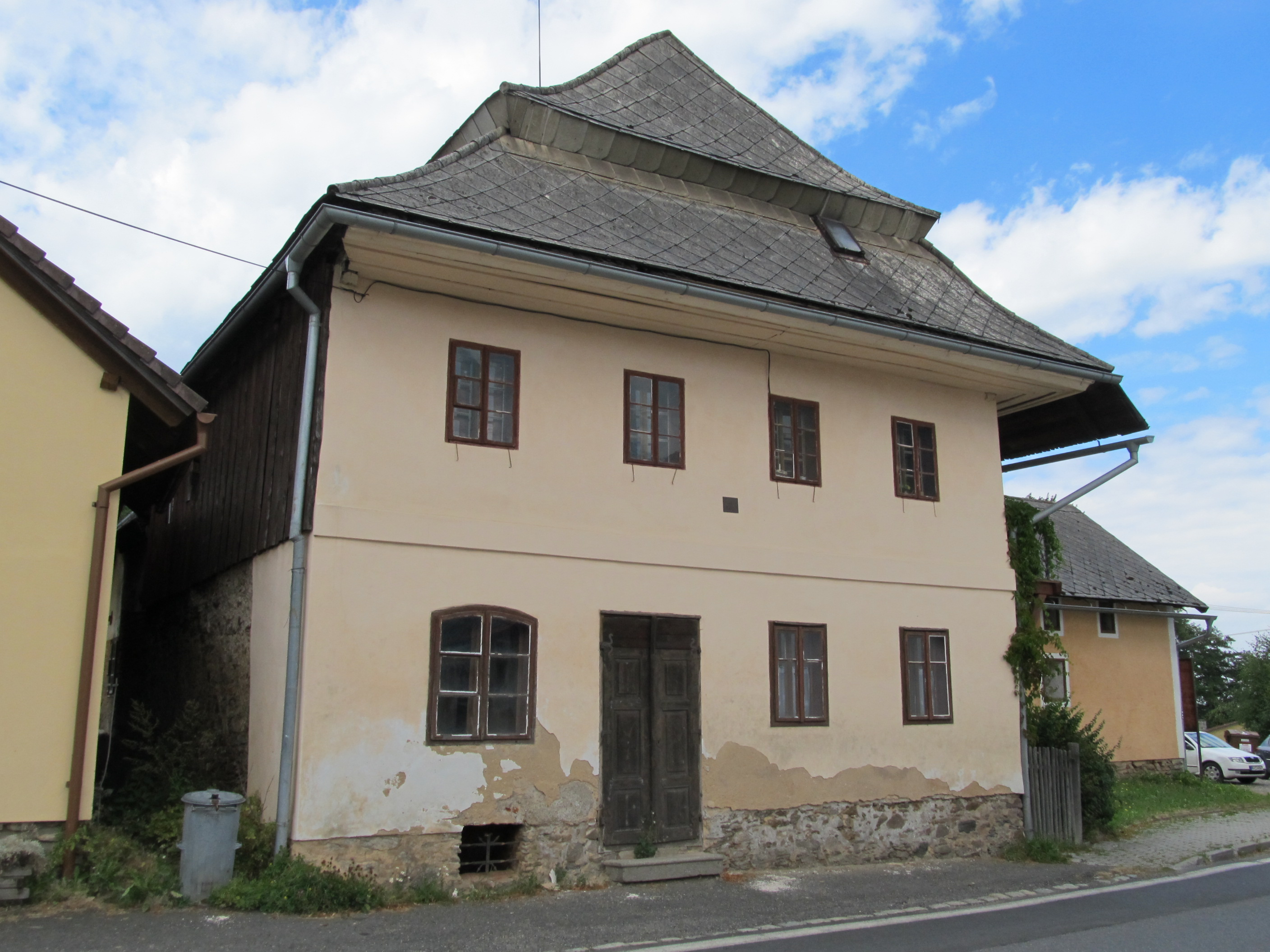
Haus in Čachrov

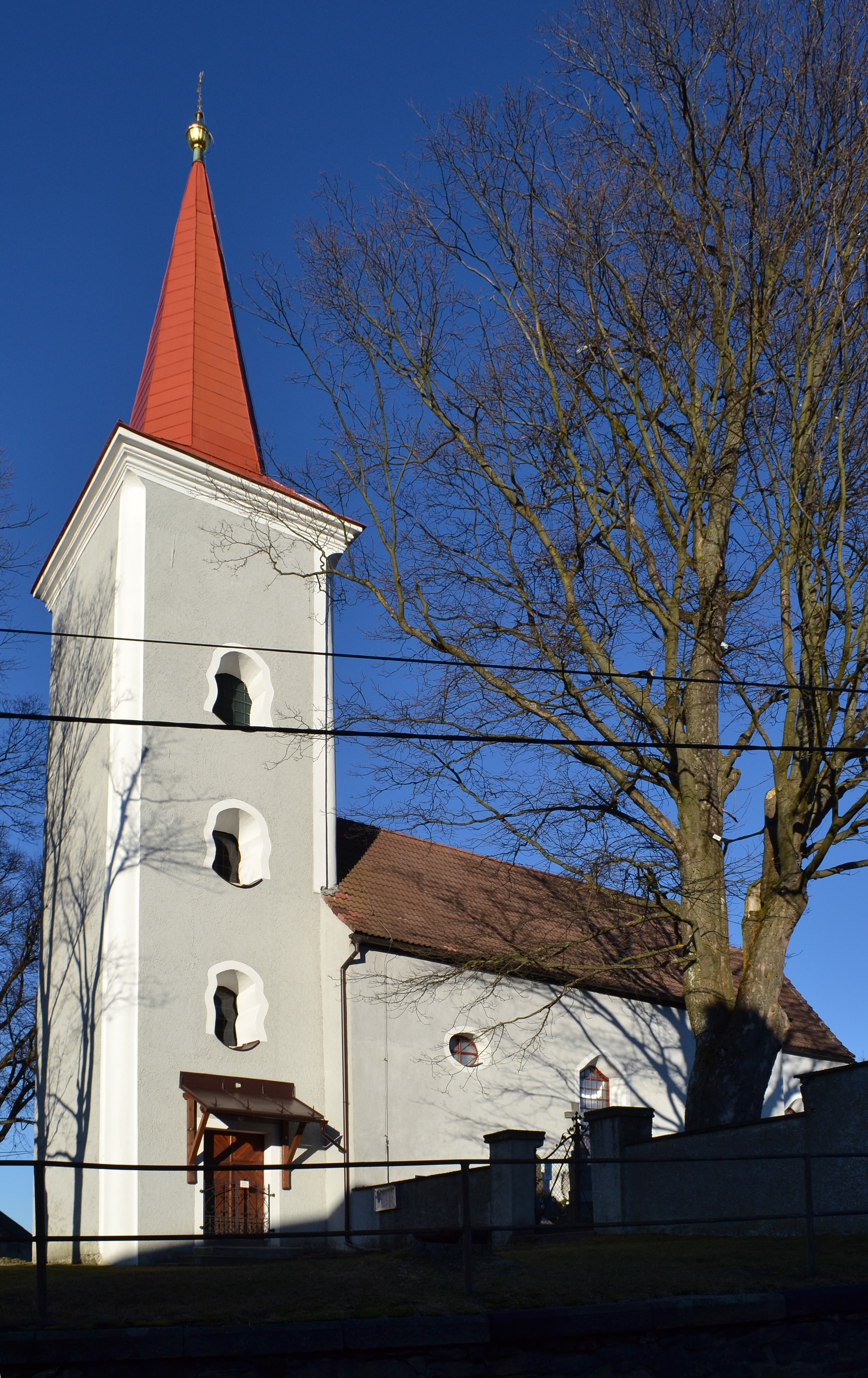
Kirche des hl. Wenzel in Čachrov

Čachrov (deutsch Tschachrau, früher Czachrau) ist eine Minderstadt in Tschechien. Sie liegt 15 Kilometer südlich von Klatovy und gehört zum Okres Klatovy.

## Geographie
Čachrov befindet sich linksseitig über dem Tal des Flüsschens Ostružná in dem zum Šumavské podhůří (Böhmerwaldvorland) gehörigen Bergland Svatoborská vrchovina. In Čachrov entspringt der Bach Strážovský potok. Das Städtchen liegt am Rande des Naturparks Kochánov. Nordöstlich erhebt sich der Pavlův vrch (767 m), im Osten die Zahrádka (819 m), südöstlich der Dobřemilický vrch (833 m), im Südwesten die Hořejší díly (848 m) und die Plošina (972 m) sowie westlich der Hvězdník (824 m). Durch Čachrov führt die E 53 / Staatsstraße I/27 zwischen Klatovy und Železná Ruda.
Nachbarorte sind Hořákov und Běšiny im Norden, Úloh, Rajské, Rajský Mlyn und Tvrdoslav im Nordosten, Pozorka, Zahrádka, V Elektrárně und Braníčkov im Osten, Dobřemilice, Kunkovice und Předvojovice im Südosten, U Hajdrů, Zejbišský Dvůr, Jesení und Onen Svět im Süden, Svinná und Chřepice im Südwesten, Bradné, Pohádka, Divišovice, Bláhoský Mlýn und Patraska im Westen sowie Mladotice, Horní Němčice, Božtěšice, Brtský Mlýn und Březí im Nordwesten.

## Geschichte
Die erste schriftliche Erwähnung von Czachrau erfolgte am 7. Oktober 1338 in einer Liste der Dörfer des Dekanats Klattau als Besitz des Otto von Roupov. Ab 1362 ist Wilhelm Ritter von Czachrau als Besitzer des Gutes nachweislich, er errichtete zwischen 1380 und 1390 eine mächtige Feste mit Bergfried. Diese befand sich an einem strategisch günstigen Punkt auf einem Sattel über den Tälern der Ostružná und des Strážovský potok im Quellgebiet des letzteren und war durch einen Wassergraben geschützt. Die Herren von Czachrau hielten das Gut bis 1446. Danach erwarb Diepolt von Riesenberg auf Velhartice Czachrau und schlug das Gut seiner Herrschaft zu. Die Feste Czachrau verlor damit ihre Bedeutung als Herrensitz und wurde dem Verfall überlassen. Adam Lev von Rosental musste nach 1541 wegen Überschuldung die Herrschaft Velhartice an seine Gläubiger abtreten. Dabei wurde Czachrau wieder von Velhartice abgetrennt und ging als selbständiges Gut an Johann Rendl von Uschau über. 1555 wurde die Feste als altes Schloss und 1568 als wüst bezeichnet. Rendls Tochter verkaufte das Gut 1566 an Jan Bohuchval von Hrádek, der die Feste später wiederherstellen ließ. Nach 1740 entstand um die alte Feste, die danach als Speicher diente, ein barockes Schloss. Zu den Besitzern des Gutes gehörten die Schofmann von Hemrles, Franz Nikolaus Graf Morzin, Adam Humprecht Kotz von Dobrz, die Grafen Khuen von Belasy, die Ritter Fruwein von Podoli und Jan Hora von Ocelovice.
Nach der Aufhebung der Patrimonialherrschaften bildete Čachrov / Czachrau ab 1850 mit dem Ortsteil Zahrádka eine Gemeinde im Gerichtsbezirk Klattau. Ab 1868 gehörte die Gemeinde zum Bezirk Klattau. Im Jahre 1902 wurde an der Ostružná eines der ersten Wasserkraftwerke in Böhmen in Betrieb genommen. 1904 wurde Čachrov zur Marktgemeinde erhoben.
Im Jahre 1933 brannte das Schloss aus, infolge des Ausbruchs des Zweiten Weltkrieges kamen die Wiederaufbauarbeiten am Schloss zum Stillstand. Die Schlossbrauerei, in der die Biermarke Světlozdroj gebraut wurde, stellte 1943 ihren Betrieb ein. 1961 wurden Březí und Jesení (mit Bradné, Chřepice und Onen Svět) eingemeindet. Am 1. Januar 1976 kamen noch Kunkovice (mit Chvalšovice, Dobřemilice und Předvojovice) und am 30. April 1976 Javorná (mit Svinná) hinzu. 1973 wurde die Schlossruine auf Veranlassung des Örtlichen Nationalausschusses abgebrochen. Nach der Auflösung des Truppenübungsplatzes Dobrá Voda im Jahre 1991 wurden die Kataster Javorná u Polomu und Zhůří der Gemeinde Čachrov zugeordnet. Am 10. Oktober 2006 wurde der Status als Městys erneuert.

## Gemeindegliederung
Die Gemeinde Čachrov besteht aus den Ortsteilen Bradné (Broden), Březí (Birkau), Čachrov (Tschachrau), Chřepice (Kühberg), Chvalsovice (Chwalschowitz), Dobřemilice (Dobremielitz, 1939–45: Melten), Javorná (Seewiesen), Jesení (Gesen), Kunkovice (Kunkowitz, 1939–45: Bergfried), Onen Svět (Jenewelt), Předvojovice (Predwojowitz; 1939–45: Treid), Svinná (Swinna) und Zahrádka (Zahradka, 1939–45: Garten). Grundsiedlungseinheiten sind Bradné, Březí, Čachrov, Chřepice, Chvalsovice, Dobřemilice, Javorná, Javorná u Polomu, Jesení, Kunkovice, Onen Svět, Svinná, Zahrádka und Zhůří (Haidl am Ahornberg). Zu Čachrov gehören außerdem die Weiler Buchar (Bucher) und Pozorka sowie die Einschichten Dolejší Svinná (Unter Swinna), Eisnerův Dvůr (Eisnerhof), Fišerův Dvůr (Schürerhof), Gerlova Huť (Gerlhütte), Gerlův Dvůr (Gerlhof), Hořejší Svinná (Ober Swinna), Lipplův Dvůr (Lipplhof), Motlova Pila, Nový Brunst (Neubrunst), Páteříkova Huť (Patterlhütte), Pohádka (Christlhof), Poschingrův Dvůr (Poschingerhof), Šimandlův Dvůr (Simandlhof), Střední Svinná (Mittel Swinna), Šukačka (Schukatschen), Svinná (Wolfsau), U Hajdrů, Zahrádecký Mlýn und Zejbišský Dvůr (Seewieserhof). Auf dem Gemeindegebiet liegen die Wüstungen Dolní Dürnbrun (Unter Dürrenbrunn), Feitelhäusel, Girglhof, Guntnerovy Dvory (Güntnerhöfe), Paseka (Holzschlag), Horní Dürnbrun (Ober Dürrenbrunn), Köhlerwastl, Lipplsäge, Oberrichterhof, Přední Šmauzy (Vordere Schmausenhütte), Schürerhütten, Schürersäge, Stará Huť (Althütten), Starý Brunst (Altbrunst), Stieglův Dvůr (Stieglhof), Streblův Dvůr (Streblhof), Suché Studánky (Brücklhöfe) und Zadní Šmauzy (Hintere Schmausenhütte).
Das Gemeindegebiet gliedert sich in die Katastralbezirke Bradné, Březí u Čachrova, Čachrov, Chřepice, Chvalšovice u Čachrova, Dobřemilice, Javorná na Šumavě, Javorná u Polomu, Jesení, Kunkovice u Čachrova, Onen Svět, Svinná na Šumavě, Zahrádka u Čachrova und Zhůří.

## Sehenswürdigkeiten
- Kirche St. Wenzel, der gotische Bau entstand um 1360. Der Kirchturm wurde 1804 angebaut.
- Feste Čachrov, erbaut zwischen 1380 und 1390. Im Jahre 1976 wurde das Schindeldach erneuert. Nach der Samtenen Revolution ging sie in Restitution an die Alteigentümer zurück.
- Haus Nr. 30 mit Speicher
- Draisinenmuseum (Muzeum železničních drezín), gegründet 1997[6]